# Akateeminen Kirjakauppa
Akateeminen Kirjakauppa (en français : librairie académique) est une chaîne de librairies-papeteries finlandaise.

## Histoire
La librairie académique a été fondée en 1893 par Alvar Renqvist et Gösta Branders. 
Son objectif était « de servir à parts égales les besoins des chercheurs et du grand public, et, veillant équitablement aux intérêts de l'édition nationale, œuvrait à établir des liens plus rapides et plus sûrs avec le marché étranger du livre ».
Le premier magasin était situé sur Aleksanterinkatu à Helsinki.
La librairie académique a déménagé en 1901 et en 1910.
Stockmann a acheté la librairie académique en 1930.
Le nouveau propriétaire l'a rapidement transférée dans le nouveau grand magasin Stockmann au centre-ville d'Helsinki.
Avec l'augmentation des ventes de livres, il est décidé, dans les années 1960, de construire un bâtiment spécifique pour la librairie, construit à la place du cinéma Kino-Palatsi, à partir de 1965.
Le bâtiment appelé la maison du livre est conçu par Alvar Aalto,.
La librairie académique est alors l'une des plus grandes librairies d'Europe et propose plus de 10 millions de titres, en plus de 30 langues.
En 2015, Stockmann vend la chaîne au groupe Bonnier.

## Activités

### Magasins
En 2023, la chaîne a quatre magasins en Finlande. 
Le magasin principal est situé au centre d'Helsinki dans le bâtiment Kirjatalo.
Les autres magasins sont situés à Tapiola (1990–), Tampere (1983–), Turku (1982–),.
Akateemi a également eu un magasin à l'Itäkeskus, Joensuu, Jyväskylä, Kuopio, Lahti, Lappeenranta, Oulu, Jumbo et Vaasa,,.

### Boutique en ligne
Akateeminen a ouvert son site Web en 1995. 
en 1999, le site est devenu une boutique en ligne grand public.
Le site vend des livres sous différents formats : livres imprimés, livres sur CD, livres électroniques et livres audio. Kirjakauppa a été la première librairie finlandaise à ouvrir une boutique de téléchargement de livres électroniques (livres électroniques) et de livres audio téléchargeables en lien avec sa boutique en ligne en septembre 2010.